# Sergio Verderi
Sergio Verderi (Parma, 8 novembre 1926 – Parma, 19 settembre 2015) è stato un calciatore italiano, di ruolo ala destra.

## Carriera
Esordisce in Serie A con la maglia del Genoa, dove colleziona 10 presenze nella Serie A 1946-1947. Esordì in rossoblu nella vittoria interna del 22 ottobre 1946 per 3-0 contro la Roma. Terminata la stagione torna al Parma, dove già aveva giocato nel primo campionato post-bellico, rimanendovi altre tre stagioni.
Termina la propria carriera nel Mantova in Serie C.
In carriera ha totalizzato complessivamente 10 presenze e 2 reti in Serie A e 22 presenze e 4 reti in Serie B.